# Sonia Priego Bárbara
Sonia Priego Bárbara, nom d'artista La Húngara (Écija (Sevilla), 21 de gener de 1980) és una cantant espanyola.
Després de viure sempre a Écija i de muntar la seva pròpia acadèmia de ball flamenc, Priego va acabar una nit d'abril cantant en un karaoke de Sevilla on la va veure El Kaly, un dels artistes que porta Francisco Carmona, i és aquest qui li va posar en contacte amb ell, i es queda enamorat de la seva veu. Decideixen preparar una maqueta i enviar-la a diferents productors fins que JJ Record's decideix apostar per ella. El seu nom artístic va sorgir perquè Francisco Carmona va sentir que una alumna seva li va dir Húngara, i en escoltar-lo es va quedar sorprès i així es va quedar La Húngara.

## Discografia
- A Camarón (2001)
- Es Un Bandolero (2003)
- Corazón Flamenco (2004)
- Queriendote (2005)
- Dibujando Esperanzas (2006)
- Mi mejor navidad (2006)
- Ahora me toca a mi (2007)
- Morir en tu veneno (2008)
- Mi sueño (Sony Music, 2009)
- Debajo del olivo (2010)
- Guerrera (2010)
- Vivo cantando (2011)
- Déjame volar
- Fiesta por bulerías (2011)
- Sus grandes éxitos: Todo tiene su fin (2012)
- Te como tu cara (Adriatico Records, 2015[3])